# Silvitettix concolor
Silvitettix concolor är en insektsart som beskrevs av Nicholas David Jago 1971. Silvitettix concolor ingår i släktet Silvitettix och familjen gräshoppor. Inga underarter finns listade i Catalogue of Life.